# 千眼智見
千眼 智見（せんがん ちけん、1907年（明治40年）7月9日 - 2001年（平成13年）12月2日）は、日本の哲学者。元徳島県農業大学校校長。元高野山大学教授。元徳島女子大学教授。九州帝国大学法学部卒業。徳島県美馬市出身。

## 経歴
美馬郡脇町（現在の美馬市）生まれ。九州帝国大学法学部卒業。高野山大学教授・徳島女子大学教授・高野山高等学校校長・徳島県立池田中学校校長・徳島県立穴吹高等学校校長・徳島県立脇町高等学校校長・徳島県立城北高等学校校長を歴任。
1969年（昭和44年）より徳島県農業大学校校長に就任。徳島文理小学校名誉校長に就任。